# Sköglegölen
Sköglegölen är en sjö i Vetlanda kommun i Småland och ingår i Emåns huvudavrinningsområde. Sjön är 5,6 meter djup, har en yta på 0,03 kvadratkilometer och befinner sig 212 meter över havet.